# Hate Eternal
Hate Eternal – amerykańska grupa muzyczna wykonująca death metal. Powstała w 1997 roku w Tampie z inicjatywy gitarzysty Erika Rutana, który pozostał jednym stałym członkiem Hate Eternal. Do 2011 roku zespół wydał pięć albumów studyjnych pozytywnie ocenianych zarówno przez fanów, jak i krytyków muzycznych. Zespół dał szereg koncertów na całym świecie i uczestniczył w licznych festiwalach: Wacken Open Air i Brutal Assault.

## Historia
Zespół powstał w 1997 roku w Tampie w stanie Floryda z inicjatywy gitarzysty Erika Rutana, który do współpracy zaprosił perkusistę Tima Yeunga. Tego samego roku ukazały się pierwsze nagrania zespołu na splicie z grupą Alas zatytułowanym Engulfed In Grief / Promo '97. W 1998 roku do składu dołączył basista Jared Anderson, natomiast rok później szeregi Hate Eternal uzupełnił drugi gitarzysta Doug Cerrito. 26 października 1999 roku nakładem pododdziału Earache Records – Wicked World ukazał się debiutancki album studyjny formacji pt. Conquering the Throne.
Aktywnie zespół zaczął funkcjonować od 2002 po odejściu Rutana z zespołu Morbid Angel. Komentarz Rutana: „Wydaje mi się, że to stało się podczas pracy nad płytą „King Of All Kings”. Ja, Jared i Derek ciężko pracowaliśmy, dawaliśmy z siebie wszystko. Wówczas zdałem sobie sprawę, że to, co chciałem zawsze robić, to grać w swoim zespole. Nie ma czegoś takiego, czego nie mógłbym zrobić w Hate Eternal”. 16 września tego samego roku ukazał się drugi album zespołu pt. King Of All Kings. Nagrania odbyły się w Dimension Sound Studios na Florydzie. W 2003 roku z zespołu odszedł basista Jared Anderson by poddać się kuracji odwykowej z powodu nadużywania narkotyków. Muzyka zastąpił Randy Piro. Komentarz Jareda Andersona: „Z powodu trwających od kilku lat moich problemów z narkotykami, zdecydowałem się opuścić zespół i poświęcić się leczeniu odwykowemu, aby znów wyjść na właściwą drogę. Wiem, że to bardzo niefortunne posunięcie, ale z uwagi na szacunek do kolegów z zespołu jest to krok właściwy, ponieważ nie chciałbym być odpowiedzialny za osłabianie grupy”.
W styczniu 2004 roku zespół odbył europejską trasę Rise Of Brutality 2. Koncerty Hate Eternal poprzedziły występy grup Dying Fetus, Deeds of Flesh i Houwitser. 28 czerwca 2005 został wydany trzeci album pt. I, Monarch. Trzecią płytę Amerykanów zarejestrowano w należącym do Erika Rutana studiu Mana na Florydzie. Komentarz Erika Rutana odnośnie do trzeciego album grupy: „Przez całą moją karierę nie pracowało mi się lepiej, a album powala! Wierzę, że słychać na nim wszystkie elementy z pierwszych dwóch płyt, ale jest także w wielu aspektach bardzo od nich odmienny. Naprawdę bardzo słychać to, kim w tym zespole jesteśmy jako osobowości i jako kolektyw. Nie możemy się wręcz doczekać ruszenia w trasę promującą nowy materiał”.
Wydawnictwo było promowane w czerwcu podczas trasy koncertowej w Australii oraz w Stanach Zjednoczonych podczas której grupa wystąpiła wraz z Krisiun, Incantation, Into Eternity i All Shall Perish. Grupa występowała w czteroosobowym składzie poszerzonym o gitarzystę Erica Hersemanna. 16 października 2006 zostało wydane pierwsze wydawnictwo DVD Hate Eternal zatytułowane The Perilous Fight. Płyta zawiera zapis koncertu z 4 czerwca 2006 roku w londyńskim klubie The Garage. Tego samego roku do zespołu dołączył perkusista Reno Kiilerich, który wystąpił z zespołem podczas europejskiej trasy koncertowej. Natomiast podczas koncertów w Stanach Zjednoczonych na perkusji zagrał Kevin Talley. Obaj muzycy zastępowali Dereka Roddy’ego. Latem 2007 roku do zespołu dołączył perkusista Jade Simonetto. Tego samego roku zespół podpisał kontrakt z Metal Blade Records.
19 lutego 2008 nakładem Metal Blade Records ukazał się czwarty album grupy pt. Fury and Flames. W nagraniach wziął udział członek Cannibal Corpse basista Alex Webster. Natomiast okładkę wydawnictwa wykonał Paul Romano. Wydawnictwo było promowane podczas trasy koncertowej po Europie podczas której Hate Eternal wystąpił wraz z Cephalic Carnage, Skeletonwitch oraz Deadborn. Na przełomie stycznia i lutego 2009 roku zespół odbył europejską trasę koncertową. Koncerty Hate Eternal poprzedziły występy grup Misery Index, Aeon oraz See You Next Tuesday.

## Muzycy
| Obecny skład zespołu - Erik Rutan – gitara, wokal prowadzący (od 1997) - JJ Hrubocvak – gitara basowa (od 2009) |  | Muzycy koncertowi - Makoto Mizoguchi – gitara basowa (2008–2009) - Art Paiz – gitara basowa (2016) - Kevin Talley – perkusja (2006) - Reno Kiilerich – perkusja (2006) - Adam Jarvis – perkusja (2013–2014) - Hannes Grossmann – perkusja (od 2015) Muzycy sesyjni - Alex Webster – gitara basowa (1997, 2008) |  | Byli członkowie zespołu - Jared Anderson – gitara basowa, wokal wspierający (1998–2003) - Randy Piro – gitara basowa, wokal wspierający (2003–2007) - Doug Cerrito – gitara (1999–2000) - Eric Hersemann – gitara (2005–2006) - Shaune Kelley – gitara, wokal wspierający (2007–2008) - Tim Yeung – perkusja (1997–2000) - Derek Roddy – perkusja (2000–2006) - Jade Simonetto – perkusja (2007–2013) - Chason Westmoreland – perkusja (2014–2015) |

## Dyskografia

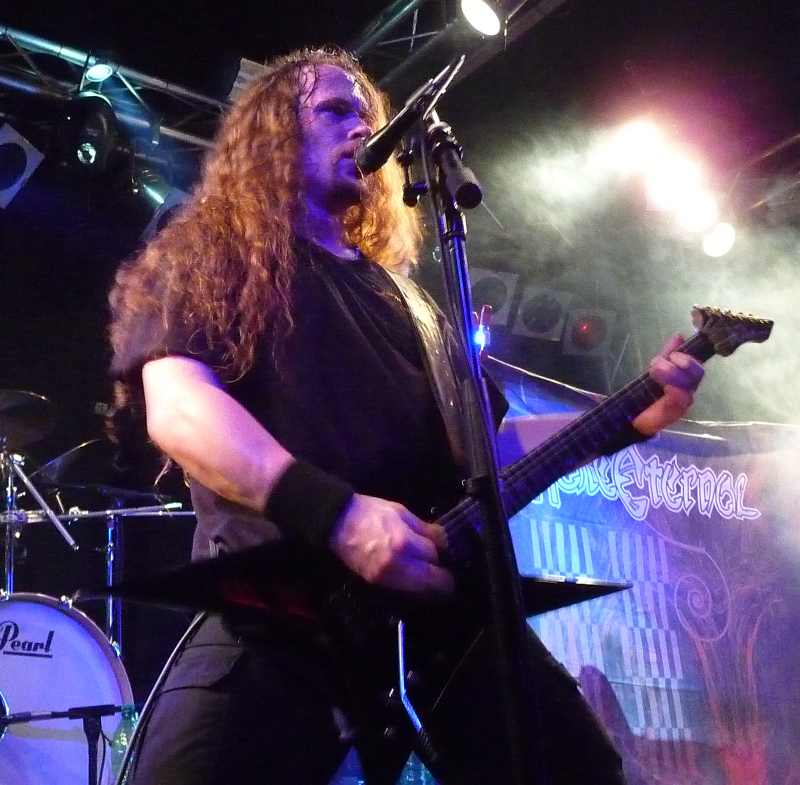
Erik Rutan, 2009

Albumy studyjne
| Conquering the Throne       | - Data: 2 listopada 1999 - Wydawca: Wicked World      | –  | –  |                  |
| King Of All Kings           | - Data: 16 września 2002 - Wydawca: Earache Records   | –  | –  |                  |
| I, Monarch                  | - Data: 27 czerwca 2005 - Wydawca: Earache Records    | –  | –  |                  |
| Fury and Flames             | - Data: 19 lutego 2008 - Wydawca: Metal Blade Records | 49 | 20 | - USA: 2,3 tys.+ |
| Phoenix Amongst the Ashes   | - Data: 10 maja 2011 - Wydawca: Metal Blade Records   | –  | 18 | - USA: 3,2 tys.+ |
| Infernus                    | - Data: 21 sierpnia 2015 - Wydawca: Season of Mist    | 36 | 9  | - USA: 3,1 tys.+ |
| „–” album nie był notowany. |                                                       |    |    |                  |

Dema
| Tytuł                                        | Dane dot. albumu                       |
| -------------------------------------------- | -------------------------------------- |
| Engulfed In Grief / Promo '97 (split z Alas) | - Data: 1997 - Wydawca: wydanie własne |

Albumy wideo
| Tytuł              | Dane dot. albumu                                        |
| ------------------ | ------------------------------------------------------- |
| The Perilous Fight | - Data: 16 października 2006 - Wydawca: Earache Records |

## Teledyski
| Tytuł                  | Rok  | Reżyseria     | Album                     | Źródło        |
| ---------------------- | ---- | ------------- | ------------------------- | ------------- |
| „Powers That Be”       | 2002 | –             | King Of All Kings         | [ 36 ]        |
| „I, Monarch”           | 2005 | Shane Drake   | I, Monarch                | [ 36 ] [ 37 ] |
| „The Victorious Reign” | 2005 | Shane Drake   | I, Monarch                | [ 36 ] [ 38 ] |
| „Bringer Of Storms”    | 2008 | David Brodsky | Fury And Flames           | [ 36 ] [ 39 ] |
| „Lake Ablaze”          | 2011 | David Brodsky | Phoenix Amongst the Ashes | [ 40 ]        |